# Antonio Tognana
Antonio Tognana (ur. 11 maja 1955) – włoski kierowca rajdowy. Jeździł na przełomie lat 70–80. Na swoim koncie ma kilka występów w WRC (cztery starty w Rajdzie San Remo). W 1980 prowadził Fiata 131 Abarth dla zespołu Piave Jolly Club. Pilotował go włoski pilot Sergio Cresto. Wystartował w Rajdzie San Remo, ale zmuszony był się wycofać z powodu przebicia opony w tylnonapędowym Fiacie. Od roku 1982 na prawym fotelu zasiadał Massimo Di Antoni. Dalej bronił barw Jolly Clubu i został wierny tej stajni do końca. Do dyspozycji dostał Ferrari 308 GTB. Samochód pomimo swojej marki nie był najlepszym samochodem i w połowie sezonu Włoch przesiadł się do Lancii 037 Rally. Zdominował Mistrzostwa Włoch, stając się tym samym mistrzem swojego kraju.
Od 1983 roku Togana nadal startował dla Jolly Club Benetton, ale jego występy były coraz to słabsze. W końcu zakończył karierę.